# Apamea schildei
Apamea schildei là một loài bướm đêm trong họ Noctuidae.